# Estrie
Estrie (auch Cantons de l’Est genannt; englisch Eastern Townships) ist eine Verwaltungsregion (französisch région administrative) im Süden der kanadischen Provinz Québec.
Sie ist weiter in sechs regionale Grafschaftsgemeinden (municipalités régionales de comté) und 89 Gemeinden unterteilt. Sitz der Verwaltung ist Sherbrooke.
Die Einwohnerzahl beträgt 319.004 (Stand: 2016).
2011 betrug die Einwohnerzahl 312.150 und die Landfläche 10.194,6 km², was einer Bevölkerungsdichte von 30,6 Einwohnern je km² entsprach. 93,5 % der Einwohner sprachen Französisch und 5,9 % Englisch als Hauptsprache.
Im Südosten und Süden grenzt Estrie an die US-Bundesstaaten Maine, New Hampshire und Vermont, im Westen an die Verwaltungsregion Montérégie, im Nordwesten an Centre-du-Québec, im Nordosten an Chaudière-Appalaches.

## Gliederung
Regionale Grafschaftsgemeinden (MRC):
- Coaticook
- Le Granit
- Le Haut-Saint-François
- Les Sources
- Le Val-Saint-François
- Memphrémagog

Gemeinde außerhalb einer MRC:
- Sherbrooke